# Piotr Rehbinder
Piotr Aleksandrowicz Rehbinder (ros. Пётр Александрович Ребиндер, ur. 21 września?/3 października 1898 w Petersburgu, zm. 12 lipca 1972 w Moskwie) – radziecki fizyk i chemik.

## Życiorys
Pochodził z rodziny szlacheckiej. Po wczesnej śmierci ojca kształcił się w różnych instytucjach, przez wiele lat mieszkał i uczył się za granicą (w Szwajcarii, Francji i Włoszech), gdzie leczył astmę. W 1914 wrócił do Rosji, w 1916 ukończył gimnazjum klasyczne w Kisłowodzku, w 1917 wstąpił na Uniwersytet Warszawski ewakuowany do Rostowa nad Donem; wkrótce został przemianowany na Uniwersytet Doński. Z trudem przeżył wojnę domową na południu Rosji, choć nie brał w niej udziału. Od 1920 nauczał fizyki i chemii w szkołach w Kisłowodzku i Piatigorsku, poza tym kierował laboratorium chemicznym w miejskim oddziale edukacji narodowej i lektorem uniwersytetu ludowego. W 1922 udał się do Moskwy, gdzie studiował na uniwersytecie, na którym w 1924 ukończył Oddział Matematyczny Wydziału Fizyczno-Matematycznego. Od 1923 do 1932 był pracownikiem naukowym, później starszym fizykiem, a od 1930 kierownikiem wydziału fizyki molekularnej Instytutu Fizyki i Biofizyki Ludowego Komisariatu Ochrony Zdrowia ZSRR. W 1930 został aresztowany pod zarzutem działalności kontrrewolucyjnej, jednak sprawę umorzono. Od 1922 do 1925 wykładał na rabfaku (fakultecie robotniczym) przy Moskiewskiej Akademii Górniczej, 1923-1941 pracował w Moskiewskim Państwowym Instytucie Pedagogicznym im. Karla Liebknechta jako wykładowca, adiunkt, profesor i kierownik laboratorium, 1925-1929 był starszym wykładowcą kursów wojskowo-chemicznych doskonalenia kadry dowódczej Armii Czerwonej, 1930-1937 profesorem Moskiewskiego Instytutu Metali Kolorowych i Złota, 1940-1941 profesorem i kierownikiem katedry Moskiewskiego Chemiczno-Technologicznego Instytutu im. Miedwiediewa, a 1944-1948 profesorem Moskiewskiego Technologicznego Instytutu Przemysłu Spożywczego.
W 1929 został konsultantem, a w 1932 kierownikiem laboratorium w Instytucie Metalurgii Kolorowej i Mineralogii Stosowanej, jednocześnie kierował laboratorium Centralnego Państwowego Naukowo-Badawczego Instytutu Metali Kolorowych. Od 1934 do końca życia kierował założonym przez siebie wydziałem systemów dyspergowanych Instytutu Koloidowego-Elektrochemicznego Akademii Nauk ZSRR (od 1945: Instytutu Chemii Fizycznej Akademii Nauk ZSRR), 1934-1937 kierował także laboratorium fizyki molekularnej Instytutu Fizycznego Akademii Nauk ZSRR, 1939-1941 był kierownikiem naukowym biura w Instytucie Przemysłu Naftowego ZSRR. Po ataku Niemiec na ZSRR w 1941 został ewakuowany do Kazania (do 1944), gdzie był również konsultantem naukowym fabryki syntetycznego kauczuku im. Kirowa i profesorem Wydziału Chemii Kazańskiego Uniwersytetu Państwowego. Od 1942 do końca życia kierował katedrą chemii koloidowej Wydziału Chemii Moskiewskiego Uniwersytetu Państwowego im. Łomonosowa, w 1947 został członkiem Rady Technicznej Ministerstwa Przemysłu Materiałów Budowlanych ZSRR (do 1952), od 1945 jako pracownik Instytutu Chemii Fizycznej Akademii Nauk ZSRR prowadził badania nad plutonem, biorąc udział w opracowaniu broni atomowej. Od 1933 był członkiem korespondentem, a od 1946 akademikiem Akademii Nauk ZSRR, w 1934 został doktorem nauk fizyczno-matematycznych. Napisał ok. 500 prac naukowych, monografii i publikacji, wypromował ponad 30 doktorów, w tym akademików. Od 1935 był członkiem kolegium redakcyjnego, a 1968-1972 redaktorem naczelnym pisma naukowego "Kolloidnyj Żurnal", współredagował też "Acta Physico-Chimica URSS" (1939-1947), "Izwiestija Akademii Nauk SSSR. Nieorganiczeskije Materijały" (1964-1972), "Chimija i żyzń" (1964-1972), "Nauka i Czełowieczenstwo" (1962-1972), "Inżenierno-Fiziczeskij Żurnal" i "Fiziko-Chimiczeskija Mechanika Materijałow" (1965-1972). Był bezpartyjny.

## Odznaczenia i nagrody
- Medal Sierp i Młot Bohatera Pracy Socjalistycznej (2 października 1968)
- Order Lenina (dwukrotnie - 27 marca 1954 i 2 października 1968)
- Order Wojny Ojczyźnianej I klasy (10 czerwca 1945)
- Order Czerwonego Sztandaru Pracy (2 października 1958)
- Medal „Za ofiarną pracę w Wielkiej Wojnie Ojczyźnianej 1941–1945” (1946)
- Nagroda Stalinowska (1942)
- Nagroda Rady Ministrów ZSRR (1969)
- Nagroda im. A.N. Bacha Akademii Nauk ZSRR (1953)
- Nagroda Prezydium Akademii Nauk ZSRR (1955)
- Nagroda im. Łomonosowa

I inne.